# Libanesisches Pfund
Das libanesische Pfund (ليرة لبنانية, DMG līra lubnāniyya) ist die Währung des Libanon.
Banknoten existieren in 8 Nennwerten: 250, 500, 1000, 5000, 10.000, 20.000, 50.000 und 100.000 Pfund.
Münzen wurden in Nennwerten zu 5, 10, 25 und 50 Piaster sowie 250 und 500 Pfund ausgegeben.
Nur Banknoten im Wert von 1000 Pfund und mehr sowie Münzen im Wert von 50 Pfund und mehr sind heute noch in Gebrauch.

## Geschichte
1939 entstand die Währung, als sie sich vom damaligen syrischen Pfund unabhängig machte. Sie war mehrfach an ausländische Währungen gekoppelt. Das libanesische Pfund ist seit der kriegsbedingten Inflation seit Dezember 1997 fest an den US-Dollar gebunden mit der Ratio 1507,5 Pfund für einen Dollar. Im Rahmen der Wirtschaftskrise 2021 entstand ein Parallelmarkt, wobei im Juni der Wert bereits auf ein Zehntel des offiziellen Wertes reduziert war. Im März 2023 bekam man für 100.000 libanesische Pfund nur noch einen US-Dollar.